# Memoriale Nazionale Coronado
Il Memoriale Nazionale Coronado, nei pressi di Sierra Vista in Arizona, commemora la prima spedizione organizzata nel sudovest degli Stati Uniti dal conquistador Francisco Vázquez de Coronado. Situato in un'area naturale a cavallo del confine internazionale, il memoriale ricorda il legame che unisce Stati Uniti e Messico.

## Storia del memoriale

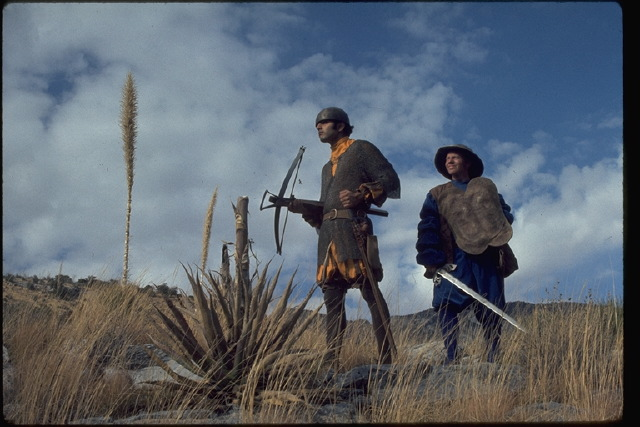
Ricostruzione dell'arrivo di Coronado del 1540

I documenti ufficiali indicano che fu originariamente progettato come gesto di amicizia e cooperazione tra Stati Uniti e Messico, attraverso il riconoscimento della spedizione svolta da Coronado nel 1540. Ad esempio, nell'House Committee on Foreign Affairs del 1939 si dice:
Ed E. K. Burlew, nelle sue funzioni di Segretario degli Interni, nel 1940 aggiunse:
Per cui il sito fu dichiarato Coronado International Memorial il 18 agosto 1941, con la speranza che il Messico avrebbe creato una simile area nella zona confinante di loro proprietà. Il progetto era simile a quello del Parco internazionale della pace Waterton-Glacier condiviso da Stati Uniti e Canada. Comunque, nonostante l'interesse del governo messicano, il memoriale messicano non fu mai creato, per cui il Congresso ne modificò la classe trasformandolo in un monumento nazionale il 9 luglio 1952. Il memoriale fu istituito da Harry Truman il 5 novembre dello stesso anno. Come per tutte le aree gestite dal National Park Service, anche questo memoriale è riportato sul National Register of Historic Places, atto che avvenne il 15 ottobre 1966.